# Pedro Ribeiro de Araújo Bittencourt
Pedro Ribeiro de Araújo Bittencourt (Catu-Bahia, 21 de julho de 1866 - Salvador, 3 de maio 1957), mais conhecido por Desembargador Pedro Ribeiro, foi um magistrado brasileiro, tendo presidido o Tribunal de Justiça do Estado da Bahia.

## Biografia
Filho do médico e fazendeiro (senhor de engenho) Sócrates de Araújo Bittencourt com Ana Ribeiro de Góes Bittencourt, considerada a primeira escritora da Bahia, neto Materno do capitão Mathias de Araujo Góes, senhor de engenho (Api em São Miguel, arraial de Santana do Catu), e Dona Anna Maria da Annunciação Ribeiro Góes e neto parterno Rodrigo Soares Ferreira de Araujo e Maria Francisca de Bittencourt Sá e Aragão.  Sua família paterna descende do patriarca Manuel José de Araújo Góis (homônimo de outro descendente, Manuel José de Araújo Góis), de pelo materno do Major Pedro Ribeiro, herói da Independência da Bahia, de quem herdou o nome. formou-se em Direito pela Faculdade do Recife, em 1886.
O casamento dos seus pais foi realizado no Engenho do Api, localizado no distrito de São Miguel, municipio de Catu, em 1865, de propriedade da família Araújo Góis e desse matrimônio tiveram: o primeiro foi Pedro Ribeiro de Araújo Bittencourt, Maria Francisca, Josefina e os gêmeos que não sobreviveram – todos nasceram no Engenho Api. Pedro Ribeiro herdou o Engenho Api do pai Sócrates de Araújo Bittencourt. Foi casado com Anna Mariani Bittencourt, sendo pai do banqueiro e ex-Ministro de Estado Clemente Mariani e do médico Mathias Mariani Bittencourt.
Em 1878, foi à capital cursar advocacia, acompanhado da avó materna. E em 1882, ingressou no Curso Jurídico na Faculdade de Direito do Recife, após ter sido aprovado nos exames preparatórios. Estudou na Geração áurea de Epitácio Pessoa, Graça Aranha, Raul Pompeia, Clóvis Beviláqua, Pires Albuquerque, entre outros. Aos 20 anos, obteve o grau de bacharel pela Faculdade de Direito do Recife em 19 de março de 1886 e foi aprovado plenamente.
Ingressou na magistratura em 4 de julho de 1888, no cargo de Juiz Municipal e de Órfãos do termo de abadia – província da Bahia, atual distrito do Município de Jandaíra. E depois de alguns meses, no dia  10 de dezembro, sendo removido, a pedido, para o termo de Alagoinhas.
Promulgada a Lei de Organização Judiciária, foi nomeado em 03 de agosto de 1892, Juiz de Direito da comarca de Juazeiro, onde permaneceu até sua remoção para a comarca de Santo Amaro, em 9 de março de 1896. Nessa época, seus pais tiveram que ir morar por alguns tempos com seu filho.
Em 5 de fevereiro de 1895, casou-se com Anna Mariani Bittencourt (nascida em Barra-BA, no ano de 1876), e sendo pai do banqueiro e ex-Ministro de Estado Clemente Mariani e do médico Mathias Mariani Bittencourt.   
De 1895 até 1907, os seus pais - Anna e Sócrates Bittencourt viveu na fazenda com estadas no domicílio do filho em Santo Amaro, e, depois de 1900, em Salvador, onde seu filho Pedro Ribeiro fora nomeado Conselheiro do Tribunal, após “concurso” no final do Governo Luis Viana.
Em 26 de maio de 1900, por aprovação em concurso público, foi nomeado Desembargador do Tribunal de Apelação e Revista, posteriormente denominado Tribunal de Justiça do Estado da Bahia.
Em Salvador no dia 17 de março de 1907, ocorreu um momento de dor pela grande perda familiar, o falecimento do seu pai, Dr. Sócrates de Araújo Bittencourt e o corpo foi transportado da Capital para Sant'Anna do Catú. Sendo enterrado na Igreja de Sant’ Anna, em Catu.
Exerceu a vice-presidência do Tribunal de Justiça entre 5 de março e 17 de dezembro de 1920, quando passou à Presidência do Tribunal de Justiça baiano (então denominada Corte de Apelação) por dezessete anos, cargo em que exerceu até 27 de novembro de 1937, quando foi aposentado por limite de idade.
Após vinte e três anos da partida do seu pai, Dr. Sócrates de Araújo Bittencourt, a Família Bittencourt perdeu a matriarca, Dona Ana Ribeiro de Góes Bittencourt, aos 87 anos, em 1930. 
Como Presidente do Tribunal de Justiça, lutou pela construção do atual Fórum Ruy Barbosa, cuja pedra fundamental foi lançada em 1923, durante seu mandato de presidente. E pelo traslado do corpo do célebre jurista do Rio de Janeiro para Salvador, efetuado em 1949, ano do centenário do nascimento de Ruy. A inauguração do Fórum, entretanto, somente ocorreu muitos anos mais tarde, por injunções políticas e financeiras. 
Aos 90 anos de idade, o Desembargador Dr. Pedro Ribeiro, faleceu em 3 de maio de 1957 – Salvador.

## Homenagens
- IPRAJ - Desde 1984 a administração do Poder Judiciário baiano foi feito pelo Instituto Pedro Ribeiro de Administração Judiciária, autarquia criada por lei estadual do governo João Durval Carneiro[2]. A instituição passou a dirigir a arrecadação das custas processuais e ainda pelo gerenciamento de todo o patrimônio físico deste Poder. Em 2009 o Conselho Nacional de Justiça ordenou o encerramento da instituição, por desatender as funções constitucionais das autarquias e, também, por descentralizar uma atribuição direta do próprio Tribunal[3].
- É nome de colégio estadual em Salvador.
- Dá nome a avenida, na capital baiana.
- O fórum da cidade de Gandu foi batizado em sua homenagem.
- Foi nome do Prédio Escolar (extinto) no distrito de São Miguel em Catu-Ba, local onde está localizado o Engenho Api. Essa justa homenagem ao filho ilustre do lugar, foi concedida por seu filho Clemente Mariani, quando Ministro da Educação em 1947.